# مناطق الكاميرون
في عام 2008، رئيس جمهورية الكاميرون، الرئيس بول بيا وقع على قرار إلغاء «المحافظات» واستبدالها بـ «المناطق». بالتالي، كل المحافظات العشر في البلاد باتت تعرف الآن بالمناطق.

## مناطق الكاميرون
|     | المنطقة                              | بالفرنسية    | العاصمة   | تعداد السكان (1987) | المساحة (كم²) | الكثافة السكانية (/كم²) |
| --- | ------------------------------------ | ------------ | --------- | ------------------- | ------------- | ----------------------- |
| 1.  | أداماوا                              | Adamaoua     | نغاونديري | 495,185             | 63,691        | 8                       |
| 2.  | المنطقة الوسطى (الكاميرون)           | Centre       | ياوندي    | 1,651,600           | 68,926        | 24                      |
| 3.  | المنطقة الشرقية (الكاميرون)          | Est          | بيرتوا    | 517,198             | 109,011       | 5                       |
| 4.  | منطقة أقصي الشمال (الكاميرون)        | Extrême-Nord | ماروا     | 1,855,695           | 34,246        | 54                      |
| 5.  | المنطقة الساحلية (الكاميرون)         | Littoral     | دوالا     | 1,352,833           | 20,239        | 67                      |
| 6.  | المنطقة الشمالية                     | Nord         | غاروا     | 1,687,959           | 65,576        | 13                      |
| 7.  | المنطقة الشمالية الغربية (الكاميرون) | Nord-Ouest   | باميندا   | 1,237,348           | 17,812        | 69                      |
| 8.  | المنطقة الجنوبية (الكاميرون)         | Sud          | ايبولوا   | 373,798             | 47,110        | 8                       |
| 9.  | المنطقة الجنوبية الغربية (الكاميرون) | Sud-Ouest    | بويا      | 838,042             | 24,571        | 34                      |
| 10. | المنطقة الغربية (الكاميرون)          | Ouest        | بافوسام   | 1,339,791           | 13,872        | 97                      |